# 349862 Modigliani
349862 Modigliani este o planetă minoră (asteroid) din centura de asteroizi. A fost descoperită pe 21 februarie 2009 la  de Vincenzo Silvano Casulli⁠(d) și a fost numită după Amedeo Modigliani. 
Obiectul prezintă o orbită caracterizată de o semiaxă mare de 2,7811196943612 UAi, o excentricitate de 0,1032356452889, o înclinație de 9,6558969937171 ° în raport cu ecliptica.